# Orkland
Orkland ist eine Kommune in der Provinz (Fylke) Trøndelag, die seit dem 1. Januar 2020 Bestand hat. Sie setzt sich aus den ehemaligen Kommunen Orkdal, Meldal, Agdenes und dem östlichen Teil von Snillfjord zusammen und hat 18.798 Einwohner (Stand: 1. Januar 2025). Verwaltungszentrum ist die Ortschaft Orkanger.

## Geografie
Die Kommune Orkland liegt an der Nordseeküste an der Mündung des Flusses Orkla. Der Fluss fließt etwa 40 Kilometer weit durch die Kommune. Im Osten und Westen des Flusstals befinden sich bewaldete Hügel, vor allem im Westen liegen größere Gebiete über der Waldgrenze. Die höchste Erhebung bildet mit 1162 moh. der Resfjellet im Südwesten der Kommune.
Etwa 45 Prozent der Einwohner leben in Orkanger. Weitere größere Ortschaften sind Vormstad, Svorkmo, Storås, Løkken Verk, Selbekken und Meldal. Die Einwohner werden „Orklendinger“ genannt und die Kommune hat keine offizielle Schriftsprache, Bokmål und Nynorsk sind also gleichberechtigt.
Orkanger bildet einen Verkehrsknotenpunkt in der Kommune und liegt an der Europastraße 39, welche unter anderem die Anbindung an Trondheim schafft.

## Geschichte
Die heutige Kommune Orkland besteht aus vielen ehemaligen Kommunen. Die letzte Veränderung geschah bei der landesweiten Kommunalreform, als aus Orkdal, Meldal, Agdenes und Teilen von Snillfjord die Gemeinde zum 1. Januar 2020 neu gegründet wurde. Bereits zwischen 1920 und 1962 existierte eine Kommune unter gleichem Namen. Im Jahr 1837 war das Gebiet in die Gemeinden Ørland, Stadsbygd, Børsa, Hemne und Orkdal  unterteilt.
In der Ortschaft Løkken Verk, bis 2019 zu Meldal gehörig, wurde von 1654 bis 1987 eine Kiesgrube betrieben. Die Thamshavnbanen schaffte die Verkehrsanbindung der Grube. Von 1804 bis 1984 wurde in Agdenes der Agdenes fyr, ein Leuchtturm für die in den Trondheimfjord einfahrenden Schiffe, betrieben. Der Leuchtturm wurde anschließend durch ein unbemanntes Leitfeuer ersetzt.

## Wirtschaft
Die Landwirtschaft findet vor allem in Form von Tierhaltung entlang der Orkla statt. In Lensvik, das bis 2019 zu Agdenes gehörte, werden vor allem Erdbeeren angebaut und Pelztierfarmen betrieben. Auch die Forstwirtschaft spielt eine größere Rolle, im Jahr 2018 wurden 43.000 m³ Holz geerntet. In Svorkmo befindet sich ein Wasserkraftwerk mit einer Fallhöhe von 98 Metern.
Im Bereich um Orkanger ist auch die industrielle Produktion von Bedeutung. Am wichtigsten ist dabei die Metallindustrie und der Maschinenbau. In Orkanger befindet sich außerdem ein Industriehafen des Hafen von Trondheim.
Einen größeren Arbeitgeber bildet das Krankenhaus in Orkdal, viele Einwohner pendeln allerdings auch zu ihrem Arbeitsplatz nach Trondheim.

## Persönlichkeiten
- Johan Bojer (1872–1959), Schriftsteller
- Astrid Krog Halse (1914–2007), Lyrikerin und Lehrerin
- Odd Sagør (1918–1993), Politiker
- Sigurd Ressell (1920–2010), Möbeldesigner
- Kurt Mosbakk (* 1934), Politiker
- Nils Arne Eggen (1941–2022), Fußballspieler und -trainer
- Stig Berge (* 1942), Orientierungsläufer
- Kåre Gjønnes (1942–2021), Politiker
- Jan Egil Storholt (* 1949), Eisschnellläufer
- Jorodd Asphjell (* 1960), Politiker
- Roar Ljøkelsøy (* 1976), Skispringer
- Guri Melby (* 1981), Sprachwissenschaftlerin und Politikerin
- Anders Oddli (* 1994), Radsportler